# Auguste Delaune
Pour les articles homonymes, voir Delaune.
Auguste Delaune, né le 26 septembre 1908 à Graville-Sainte-Honorine (Seine-Inférieure, actuelle Seine-Maritime), est un secrétaire général de la Fédération sportive et gymnique du travail. Membre du Parti communiste français, dirigeant régional clandestin en Normandie-Bretagne, il est arrêté pour acte de résistance et est interné au camp d'Aincourt et à celui de Châteaubriant. Évadé, il est repris en 1943 au Mans par la police française et torturé à mort par la police allemande. Il meurt le 12 septembre 1943 à l'âge de 34 ans. Cité à l'ordre de la Nation, il est fait chevalier de la Légion d'honneur à titre posthume en mai 1947.

## Éléments biographiques

### Jeunesse ouvrière et sportive
Auguste Alphonse Delaune est issu d'une famille ouvrière. Son père électricien, membre du Parti communiste français (PCF), résistant, est élu municipal à Saint-Denis en 1945. C'est au Havre, ville à laquelle est rattachée sa commune natale, qu'Auguste Delaune commence sa vie professionnelle. À 14 ans, apprenti soudeur, il adhère au syndicat des métaux (CGTU) du Havre et participe à un très dur mouvement de grève. Il est représentant des « jeunes » dans le comité de grève.
En 1923, adepte de la course à pied, il pratique son sport dans un club ouvrier du Havre et prend des responsabilités au tout nouveau comité régional de la Fédération sportive du travail (FST). Cette activité sportive se double en 1924, d'une adhésion aux Jeunesses communistes. Les Delaune, père et fils, mis à l'index patronal, quittent la région havraise en 1926 et se domicilient à Saint-Denis, en banlieue nord de Paris, au cœur d'un territoire dont le dense tissu industriel engendre une classe ouvrière nombreuse. Auguste Delaune trouve embauche, activité militante et renvoi. Il s'attache à recruter des éléments pour prendre part aux activités du club sportif local, adhérent à la FST. En 1928, il est membre de la direction régionale de celle-ci. Compétiteur sportif, il participe régulièrement au Cross de L'Humanité organisé par le quotidien communiste, et y aurait triomphé en 1928,.

### Le dirigeant du «sport rouge» puis de la FSGT
Après un service militaire mouvementé, dirigeant régional de la FST en 1931, il accède en 1932  au secrétariat général de cette organisation, affiliée à L'Internationale du sport rouge, une des organisations mises en place en 1921 à Moscou par l'Internationale Communiste. Cette activité de sportif et de dirigeant du mouvement sportif rouge (le terme rouge étant utilisé par le mouvement lui-même) est accompagnée du versant politique de l'engagement d'Auguste Delaune. Membre du bureau national de la Fédération des jeunesses communistes de France, il prend part aux activités de nombreuses organisations qui, après l'arrivée d'Hitler au pouvoir en Allemagne, cherchent à unifier le mouvement international contre le nazisme et le fascisme. En 1933, il se marie, à Vénissieux, en premières noces, avec Lise Ricol, qu'il a connue lors de ses déplacements en province,. En 1934, il séjourne à Moscou, où il est membre du comité exécutif de l'Internationale rouge des sports.
Opposant à la tenue des Jeux olympiques d'été de 1936 à Berlin, il aide avec Jean Guimier à l'organisation des Olympiades populaires concurrentes qui devaient se tenir à Barcelone.
La même démarche se met en mouvement en France. Au sein du Sport ouvrier (ou travailliste), Auguste Delaune est un acteur majeur de la réunification des deux organisations nées de la scission politique entre communistes et socialistes : le 14 décembre 1934, la Fédération sportive du travail et l'Union des sociétés sportives et gymniques du travail fusionnent pour donner naissance à la Fédération sportive et gymnique du travail (FSGT). Il en est le secrétaire général jusqu'à sa fin.
Son engagement politique le conduit à une candidature communiste, aux élections municipales des 5 et 12 mai 1935, à Paris dans le 18e arrondissement,, mais il n'est pas élu. En 1936, après la victoire électorale du Front populaire, Léo Lagrange, le jeune titulaire du nouveau sous-secrétariat d'État aux loisirs et aux sports, le nomme membre du Conseil supérieur de l'Éducation physique et des Sports. À la fin de l'année 1937, il est élu membre du comité régional de « Paris-nord » du PCF et participe au IXe congrès de ce parti

### Guerre et résistance
Mobilisé en 1939, évacué de la poche de Dunkerque en juin 1940, il est démobilisé le 31 août 1940. De retour à Saint-Denis, la FSGT étant interdite, il entre dans la clandestinité. Titulaire de la médaille militaire et de la croix de guerre, Auguste Delaune est pourtant arrêté par la police française lors de la traque des communistes, le 6 décembre 1940. Interné au camp d'Aincourt, à la maison centrale de Poissy puis au camp de Châteaubriant, il s'en évade le 21 novembre 1941. Il fonde le journal clandestin Sport libre puis, courant 1942, il devient un des responsables régionaux du PCF. Après la région Picardie puis la région Normandie, il dirige la Région Bretagne du PCF clandestin. Le 27 juillet 1943, lors d'un rendez-vous de résistants, au Mans (Sarthe), il tombe dans un guet-apens, aux mains de la police française. Blessé, il est livré à la Gestapo. Il est torturé et meurt le 12 septembre 1943 au Mans à l'âge de 34 ans, sans même avoir révélé sa véritable identité. Sa mémoire est régulièrement commémorée par la ville de Saint-Denis et la FSGT au cimetière de Saint-Denis, où il a été inhumé le 4 mars 1945 lors d'obsèques solennelles .

### Famille
Remarié à Saint-Denis le 30 octobre 1937, il laisse à sa mort un fils.

## Hommages et mémoire
La postérité fait vivre le nom d'Auguste Delaune. Soixante communes au moins, très diverses, perpétuent la mémoire d'Auguste-Delaune :
- dès 1944 la ville de Saint-Denis donne son nom à une rue de la cité, puis en 1971 à son nouveau parc des sports[22] ;
- plusieurs équipements sportifs en France portent son nom, comme la célèbre enceinte du Stade de Reims dans le département de la Marne ;
- en Seine-Saint-Denis son nom est attaché à un stade à Aubervilliers, un gymnase à Drancy, un complexe sportif à Montreuil, une rue, un stade et un collège à Bobigny, une piscine à Saint-Ouen-sur-Seine, un stade à Stains, une piscine à Tremblay-en-France ;
- en Seine-Maritime, son département natal, une rue au Havre et Sotteville-lès-Rouen, un stade ou un gymnase au Havre, à Dieppe, à Gonfreville-l'Orcher, à Grand-Couronne, au Grand-Quevilly, à Saint-Aubin-sur-Scie ;
- dans la Sarthe un stade au Mans où il est mort et à Arnage. Une salle municipale porte également son nom à Allonnes ;
- dans le Val-de-Marne une rue à Arcueil et à Villejuif, des stades à Maisons-Alfort, à Champigny-sur-Marne, à Fontenay-sous-Bois et à Ivry-sur-Seine dont le gymnase accueille notamment les matchs de la section handball de l'US Ivry ;
- dans le Val-d'Oise, une rue et un stade à Argenteuil, des stades à Arnouville, à Bezons, à Fosses et à Sannois ;
- Dans l'Aude, une rue à Carcassonne ;
- dans l'Essonne, des stades à Athis-Mons et à Brétigny-sur-Orge, des gymnases à Juvisy-sur-Orge, Morsang-sur-Orge et à Vigneux-sur-Seine ;
- dans les Hauts-de-Seine, un gymnase à Levallois-Perret ;
- en Seine-et-Marne des stades à Dammarie-les-Lys et à Villeparisis ;
- dans les Yvelines des complexes sportifs aux Clayes-sous-Bois (détruit en 2012), à Magny-les-Hameaux et à Limay ;
- dans l'Aisne une rue à Gauchy, un stade à Nauroy ;
- dans le Calvados, un gymnase à Fleury-sur-Orne ;
- dans le Doubs une rue à Besançon ;
- dans l'Eure une rue à Évreux ;
- dans le Gard une rue à Alès ;
- dans l'Isère un gymnase à Saint-Martin-d'Hères, un groupe scolaire à Échirolles, une rue à Salaise-sur-Sanne ;
- dans le Jura un gymnase à Damparis ;
- dans le Loiret une piscine à Châlette-sur-Loing ;
- en Maine-et-Loire un stade à Avrillé ;
- en Meurthe-et-Moselle un stade à Villerupt, un complexe sportif à Jarny ;
- en Moselle une rue à Talange ;
- dans le Nord un gymnase à Aulnoye-Aymeries, un complexe sportif à Coudekerque-Branche, une salle des sports à Hérin, un complexe sportif à Saint-Pol-sur-Mer, un stade à Quiévy, un gymnase à Seclin (Nord), un complexe sportif à Thiant ;
- dans l'Oise, une allée au Mesnil-en-Thelle ;
- Dans la Nièvre, à Varennes-Vauzelles, un gymnase porte son nom.
- dans le Pas-de-Calais un gymnase à Montigny-en-Gohelle ;
- dans le Rhône une rue à Givors, une piscine à Vénissieux ;
- dans le Var une rue à La Seyne-sur-Mer.

Des clubs sportifs, notamment ceux de villes ouvrières, certaines fédérations sportives donnent son nom à des compétitions ou des challenges. Ainsi la FSGT nomme Coupe Delaune sa compétition nationale inter-clubs de football.
En 2014, une rue — où se trouve l'espace de la FSGT — de la Fête de l'Humanité (12-14 septembre) porte son nom.